# 論説委員
論説委員（ろんせついいん）とは、新聞社・通信社における社説を執筆する専門記者の役職。

## 概要
社説を執筆する際、社の意見として執筆するため、記者の署名が無いので論説委員と呼ばれる専門記者が複数人集まり、翌日付の朝刊に掲載する社説の内容を合同討議して決める。その分野を専門とする論説委員が草稿を執筆し、再び複数人で討議して手直しなどを行った上で最終稿として掲載される。
また、日本の地方紙においては加盟している通信社の論説委員が社説参考記事を配信しているところもあり、その際はそれを元にして社内の論説委員が合議して社の方針を決め執筆する。ただし、新聞社によって参考記事との類似度の高低の差は大きく、ブロック紙など大手は独自性が強い。
社説とは別に新聞紙面においてコラムを掲載している新聞社は、論説委員が署名記事としてコラムを執筆する。
社によっては論説委員専門の「論説委員室」と言う部署を置き、記者の机を置いている。
また、新聞社が出資するメディアグループの放送局の報道番組や情報番組へコメンテーターとして出演し意見を述べたり、講演会に招待され講演する記者も存在する。

## 著名な論説委員
元職の記載役職は現職。●は委員長、○は元委員長。

### 朝日新聞
現職
- 大野博人●
- 高橋純子
- 原真人
- 西見誠一
- 前田史郎
- 恵村順一郎
- 井田香奈子
- 郷富佐子

元職
- 辰濃和男
- 田所竹彦
- 和田俊
- 高成田亨
- 轡田隆史
- 清水建宇
- 三浦俊章（現：編集委員）
- 稲垣えみ子（元：編集委員、2015年9月末付で退社）
- 吉田文彦（現：国際基督教大学客員教授、元：大阪本社 論説副主幹）
- 大熊由紀子（初の女性論説委員）

※ 松井やよりは編集委員のみ歴任。

### 読売新聞
現職
- 小田尚（東京本社専務取締役論説委員長）
- 竹内政明
- 大塚浩之

元職
- 白石興二郎（現：グループ本社代表取締役社長兼東京本社代表取締役社長兼読売ジャイアンツ取締役オーナー、元取締役論説委員長）
- 大久保好男（現：日本テレビホールディングス代表取締役会長）
- 杉山美邦（現：日本テレビホールディングス代表取締役社長）
- 飯塚恵子（現：読売新聞編集委員）
- 橋本五郎（現：特別編集委員）
- 中西茂（現：玉川大学教育学部教授）

### 毎日新聞
現職
- 小松浩（元政治部部長）●
- 福本容子（経済部）
- 佐藤千矢子（政治部）
- 重里徹也
- 児玉平生
- 新井敏司
- 青野由利
- 野沢和弘
- 元村有希子
- 潮田道夫（客員論説委員、元論説委員長。帝京大学教授）

元職
- 与良正男（現：政治部、専門編集委員）

### 産経新聞
現職
- 榊原智●（元論説副委員長）
- 乾正人○（元編集局局長）
- 佐々木類（論説副委員長、元九州総局長）
- 石井聡（政治部、元論説副委員長）
- 岡部伸
- 田村秀男
- 岩渕勝好（元論説委員、東北福祉大学教授、川崎医療福祉大学教授、厚生労働省社会保障審議会人口部会委員）
- 川瀬弘至（那覇支局長兼任）
- 木村良一
- 阿比留瑠比（政治部 編集委員兼務）
- 黒田勝弘（ソウル駐在特別記者兼任）
- 五十嵐徹
- 山上直子（大阪特派員兼務）
- 千野境子（客員論説委員、元論説委員長）
- 鹿間孝一（特別記者兼任）
- 石川水穂
- 吉田信行
- 長戸雅子

元職
- 樫山幸夫○（現：常勤監査役）
- 河合雅司（現：ジャーナリスト、厚生労働 大正大学客員教授兼任）
- 石井英夫（産経抄の元執筆者）
- 宮田一雄

### 東京・中日新聞
現職
- 深田実（中日新聞 論説主幹）
- 清水美和（東京新聞）
- 飯尾歩（中日新聞）
- 羽石保（中日新聞）
- 野口宏（中日新聞）

元職
- 半田滋（東京新聞）[3]
- 長谷川幸洋（東京新聞）[4]

### 日本経済新聞
現職
- 芹川洋一（論説委員長）
- 松尾博文
- 関口和一
- 太田泰彦
- 秋田浩之
- 西村博之（編集委員兼任）

### 共同通信社
現職
- 橋詰邦弘（論説委員長）※元編集委員室長
- 小山鉄郎（編集委員兼務）
- 杉田弘毅
- 平井久志（客員論説委員、元編集委員も兼務）

元職
- 春名幹男 -  1997 - 2004年（論説副委員長、編集委員兼務、現：早稲田大学政治学研究科ジャーナリズムコース客員教授）
- 柿崎明二 2013 - 2020年9月（元編集委員兼務論説副委員長、現：内閣総理大臣補佐官（政策評価、検証担当）

### 河北新報社
- 京極昭（元編集局長、元：ベガルタ仙台取締役社長）1973年度日本新聞協会賞（編集部門）を受賞。
- 熊谷公平
- 佐々木恒美○（元論説委員長）
- 岩瀬昭典

### 南日本新聞
- 布施祐仁（客員）